# Battaglia di Opicina

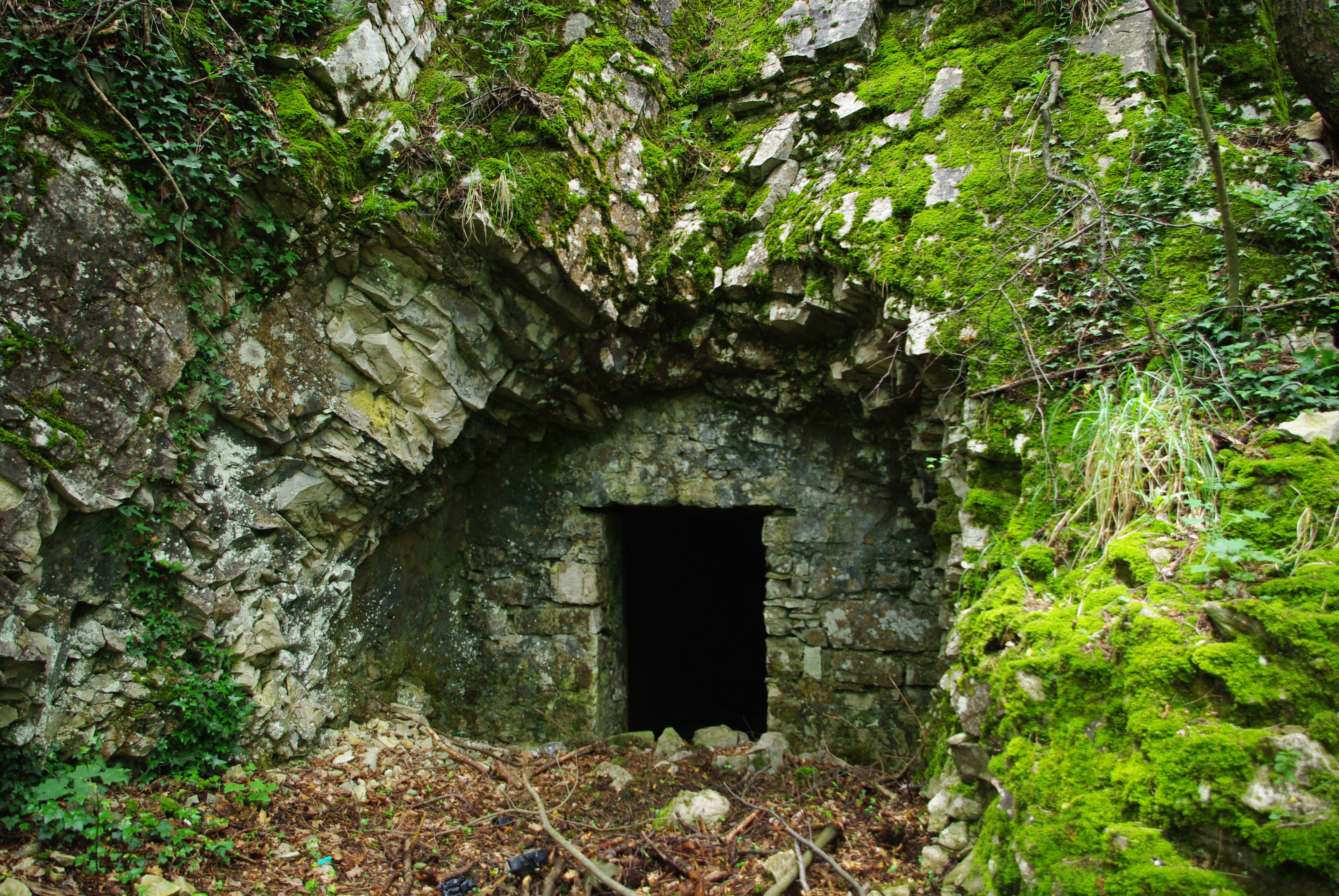
Bunker del complesso di fortificazioni dell'Obelisco a Opicina

Con la locuzione battaglia di Opicina si intendono i combattimenti svoltisi tra il 29 aprile ed il 3 maggio 1945 fra le truppe dell'Esercito popolare di liberazione della Jugoslavia, che stavano raggiungendo la città di Trieste provenienti dall'entroterra carsico, e una cospicua componente delle forze armate germaniche attestate sul sistema di bunker e fortificazioni dell'"Obelisco", monumento sito in una zona poco distante dall'abitato di Opicina.
La battaglia, che si articolò in una serie di violenti scontri, si protrasse per 5 giorni e si concluse con la vittoria dei partigiani jugoslavi. Per l'ambito temporale in cui si svolse può essere considerata l'ultima importante battaglia combattuta durante la Seconda guerra mondiale sul suolo italiano.

## Premesse

### L'istituzione della Zona d'Operazioni Litorale Adriatico
A seguito dell'armistizio di Cassibile del settembre 1943 e dell'operazione Nubifragio, Trieste era stata ricompresa, assieme alle province italiane di Udine, Gorizia, Pola, Fiume e Lubiana, nella Zona d'operazioni Litorale adriatico (OZAK), divenendone il capoluogo. La città venne sottoposta al diretto controllo delle forze tedesche che ne occuparono tutti i punti nevralgici e, de facto, iniziarono ad amministrare la città, avendola sottratta al controllo della Repubblica Sociale Italiana in vista di una formale annessione al Terzo Reich una volta che la guerra fosse volta al termine.

### La corsa per Trieste
Nell'aprile del 1945 la 4ª Armata jugoslava e l'8ª Armata britannica si fronteggiarono in un'avanzata verso il capoluogo giuliano, con la volontà, comune a entrambe le parti, di raggiungere la città prima dell'avversario, poterla liberare e, conseguentemente, esercitare su di essa la propria sfera d'influenza.
In tale contesto l'8ª Armata britannica, con la sua punta più avanzata, la 2ª Divisione neozelandese, giunta il 28 aprile a Padova, ricevette da Londra l'ordine di muovere da ovest in direzione di Trieste per tentare di occupare la città ed il suo porto. Il 1º maggio i neozelandesi avevano raggiunto Monfalcone e la mattina seguente si trovavano alla periferia della città giuliana. Contemporaneamente, il 28 aprile, la 20ª e la 43ª Divisione, della 4ª Armata jugoslava, risolta l'impasse con le forze tedesche sulla linea Ingrid nei dintorni di Fiume, iniziavano da est la loro marcia verso Trieste. Dall'Istria meridionale giungeva la 9ª Divisione, mentre da Nord il IX Korpus, reduce dalla Battaglia di Tarnova, con la 30ª Divisione, attraversata la valle del Vipacco, si congiungeva alle altre unita jugoslave per giungere, il 30 aprile, nei dintorni di Trieste.

## Lo scontro

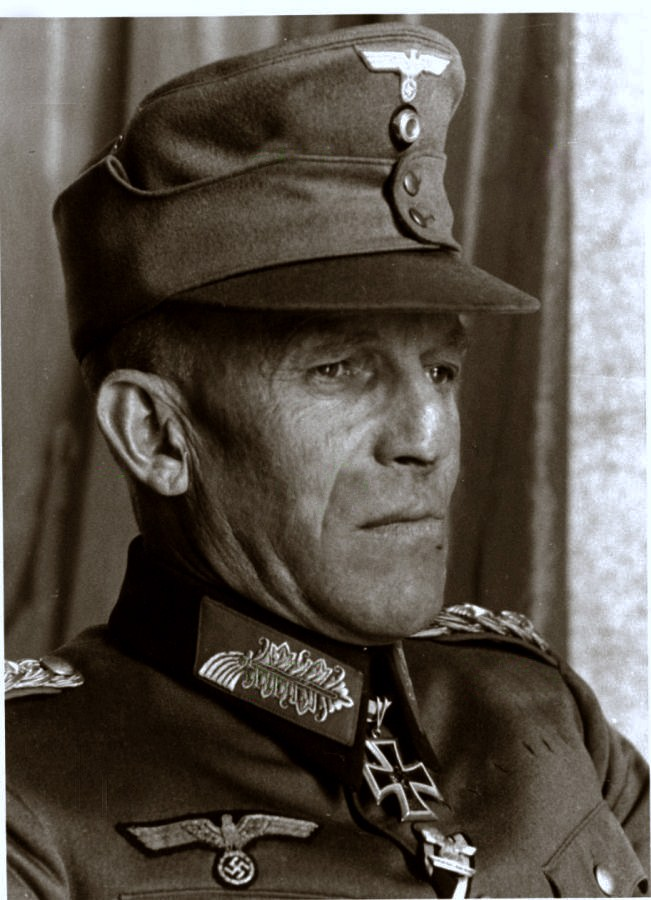
Ludwig Kübler, Befehlshaber (responsabile militare) nella Zona d'Operazione del Litorale Adriatico

Il 30 aprile, le unità jugoslave giunsero a Basovizza, nodo viario cruciale per le comunicazioni tra Trieste, la costa e l'entroterra, dove, con un aspro combattimento, riuscirono a far capitolare il presidio tedesco sito nel paese. Altro punto strategico per raggiungere da nord la città era l'abitato di Opicina, saldamente presidiato dai tedeschi che non avevano intenzione alcuna di arrendersi fino a quando le truppe neozelandesi non avessero raggiunto Trieste, per poi poter capitolare nelle loro mani e, in tal modo, sfuggire alla cattura da parte degli jugoslavi, cui sarebbero seguite feroci repressioni.
All'inizio degli scontri, la mattina del 30 aprile, le forze germaniche erano concentrate nel centro abitato, dove i combattimenti avvennero casa per casa, incalzate dal procedere delle truppe jugoslave che da Monrupino avevano conquistato le stazioni ferroviarie e procedevano verso il centro, prima di rimanere bloccati dal contrattacco tedesco. In seguito i partigiani, ripresi i combattimenti alla periferia del paese, riuscirono a conquistare la chiesa e gran parte del centro di Opicina. Seguì un ulteriore contrattacco da parte delle truppe germaniche, che permise loro di recuperare la zona conquistata dai nemici poche ore prima.

A partire dalla sera del 30 aprile tutte le forze jugoslave si concentrarono nella zona dell'abitato di Opicina che, l'indomani, venne interamente circondato. Gli scontri si svilupparono duramente anche per tutte la giornate dell'1, del 2 e durante le prime luci del 3 maggio. Questo stesso giorno giunsero nei pressi di Opicina, provenienti da Monfalcone, anche mezzi corazzati, autoblindo ed elementi del 20º Reggimento neozelandese, al comando del capitano J. Wells, che presero contatto con il comandante delle truppe tedesche, colonnello Mayer.

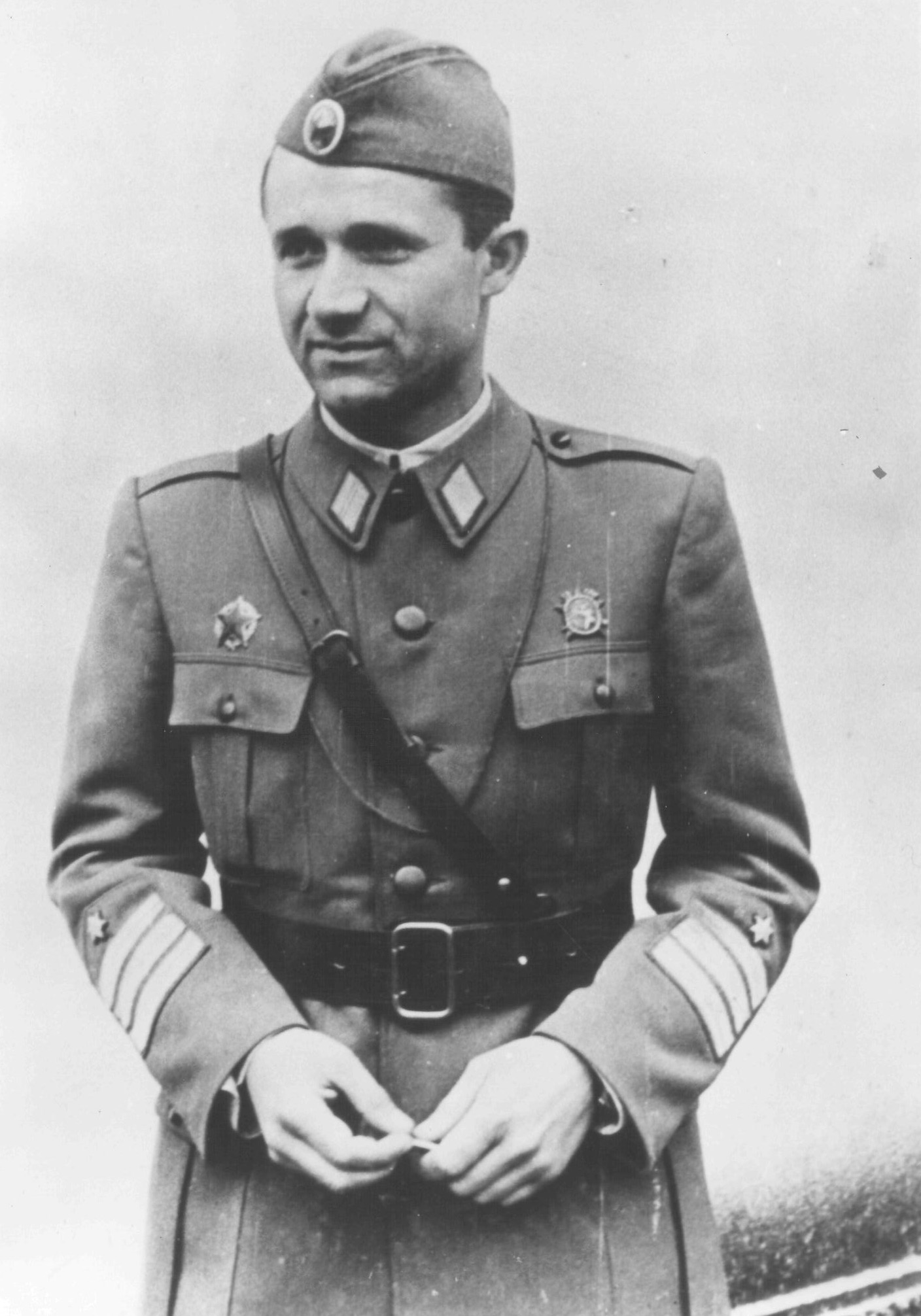
Il generale jugoslavo Petar Drapšin, comandante della 4ª Armata dell'Esercito Popolare di Liberazione della Jugoslavia.

Venne sancita una tregua e si radunarono i rappresentanti degli schieramenti protagonisti dello scontro: Mayer, due ufficiali dell'Esercito neozelandese, il comandante partigiano Bogdan Pecotić, un interprete ed alcuni vigili urbani. I tedeschi si sarebbero arresi unicamente alle truppe neozelandesi, intenzione che gli jugoslavi disapprovavano totalmente. I neozelandesi allora, comunicato via radio lo stallo decisionale al brigadiere Gentry ed al generale Bernard Freyberg, al fine di escludere ulteriori spargimenti di sangue e scontri con le truppe jugoslave, siglata la resa, furono costretti ad abbandonare il teatro degli scontri e cedere tutti i prigionieri tedeschi alle brigate partigiane.
Parte delle truppe germaniche arrese fu radunata e trasportata nei dintorni di Opicina, vicino alla stazione ferroviaria, nel sito della foiba di Monrupino, luogo in cui i prigionieri furono gettati dalle truppe del maresciallo Josip Broz Tito. Circa una cinquantina furono le salme, principalmente di militari germanici fucilati dai titini o caduti durante il combattimento, ad essere scoperte nel primo dopoguerra. Il numero dei corpi risulta dalle indagini e dalle esplorazioni portate avanti dall'ispettore della Polizia Civile Umberto De Giorgi negli ultimi mesi del 1945 e i primi del 1946.